# Astra Film
La Astra Film è stata una delle prime case di produzioni cinematografiche italiane.

## Storia

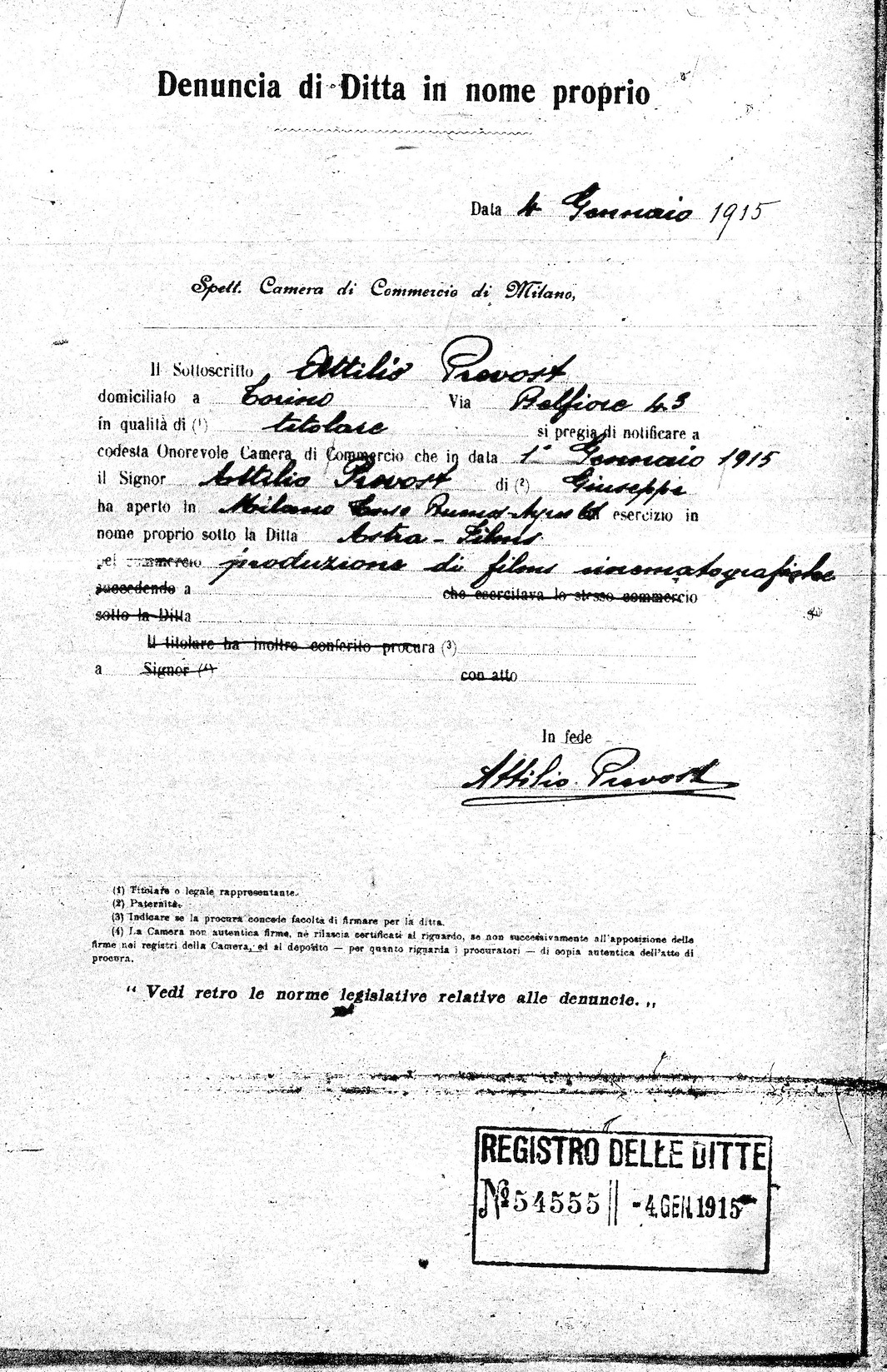
atto costitutivo della Astra Film, 1915

Fu fondata a Milano nel 1915 dall'Ing. Attilio Prevost (1890-1954), pioniere della cinematografia italiana e foto cineoperatore durante la prima guerra mondiale, che condivise con la moglie Elena Lanzoni Prevost, amministratrice dell'azienda, la proprietà del capitale sociale.
Alcuni film muti prodotti dalla Astra Film furono: Il Vortice, L'ombra misteriosa, Sogno di Riette (regia di Giuseppe Amisani), Sulla soglia della felicità, tutti del 1915.
Attilio Prevost, oltre che come produttore, vi lavorò anche come direttore della fotografia, mentre Elena Prevost ne seguiva la gestione.
La sua competenza in campo fotografico lo portò, suo malgrado, a diventare uno dei più lucidi ed apprezzati fotoreporter del Regio Esercito Italiano durante la Grande Guerra (si veda la pagina a lui dedicata: Attilio Prevost). A lui si devono molte immagini e filmati entrati nell'immaginario collettivo della prima guerra mondiale, soprattutto per quanto riguarda il fronte del Nord-Est italiano.
Attilio ed Elena Prevost avevano già intrapreso una loro attività nel settore dell'industria cinematografica, fondando nel 1913 le Officine Prevost.
Elena Prevost nel 1919 fondò la Elena Lanzoni Films per il commercio ed il noleggio di pellicole cinematografiche.
Così l'attività della Astra Film, che cessò in favore del crescente impegno che i coniugi Prevost dedicarono alle Officine Prevost .
Una casa cinematografica con lo stesso nome operò negli anni '30 producendo film come Centomila dollari con Amedeo Nazzari e Napoli d'altri tempi con Vittorio De Sica.